# Nummer 28
Nummer 28 war eine Reality-Show im niederländischen Fernsehen aus dem Jahr 1991. In der Show wurden zum ersten Mal einander unbekannte Personen in einer künstlichen Umgebung, einem Haus mit der Nummer 28, rund um die Uhr gefilmt.
Die Show setzte Maßstäbe im damals noch jungen Reality-Genre: So wurde beispielsweise ein Raum eingeführt, in dem die Teilnehmer ihre Gedanken einer Kamera anvertrauen konnten. Ebenfalls aus dieser Show stammt die Idee, die in der Sendung zusammengeschnittenen Szenen mit passenden Musikstücken zu unterlegen und damit zu "dramatisieren".
Im Gegensatz zu ähnlichen späteren Ausprägungen des Genres war Nummer 28 keine Spielshow, die Teilnehmer konkurrierten also nicht gegeneinander um einen Preis, wie zum Beispiel in Big Brother. Auch waren die Teilnehmer nicht vom Rest der Welt isoliert, es sollte also ihr normaler Alltag gefilmt werden.
Ein Jahr später übernahm der Sender MTV ein praktisch identisches Konzept für die Show The Real World, die bis heute ausgestrahlt wird. Die Produzenten der Sendung warfen später diesem Sender vor, ihre Show plagiiert zu haben, ohne wenigstens die Namen der Ideengeber zu nennen.